# Wallerode
Wallerode est un village de la commune belge de Saint-Vith (en allemand : Sankt Vith) située en Communauté germanophone et en Région wallonne dans la province de Liège. Une petite partie du village se trouve sur le territoire communal d'Amblève (en allemand : Amel).

## Population
Au 1er janvier 2016, le village comptait 372 habitants faisant partie de la commune de Saint-Vith et 31 habitants repris dans la commune d'Amblève et situés le long de la route nationale 676 entre Amblève et Saint-Vith.

## Situation et description
Le village de Wallerode est implanté à la naissance d'un petit vallon dans un environnement constitué de prairies. À l'est du village s'étend un grand massif forestier. 
Wallerode se situe à 4 km au nord-est de la ville de Saint-Vith. 
L'altitude du village varie de 500 m à 558 m (520 m à l'église et 530 m à l'école).

## Histoire
Wallerode est évoqué pour la première fois en 1056, même si son nom (ode) indique que le lieu existe probablement déjà vers 800.
Au XVIIIe siècle, la seigneurie appartient à la famille d'ancienne chevalerie Baring de Wallerode (« d'or à la croix de gueules posée en bandes, la traverse alesée, accompagnée de 6 flammes au naturel, posées en orle »).

## Culture locale et patrimoine

### Lieux et monuments

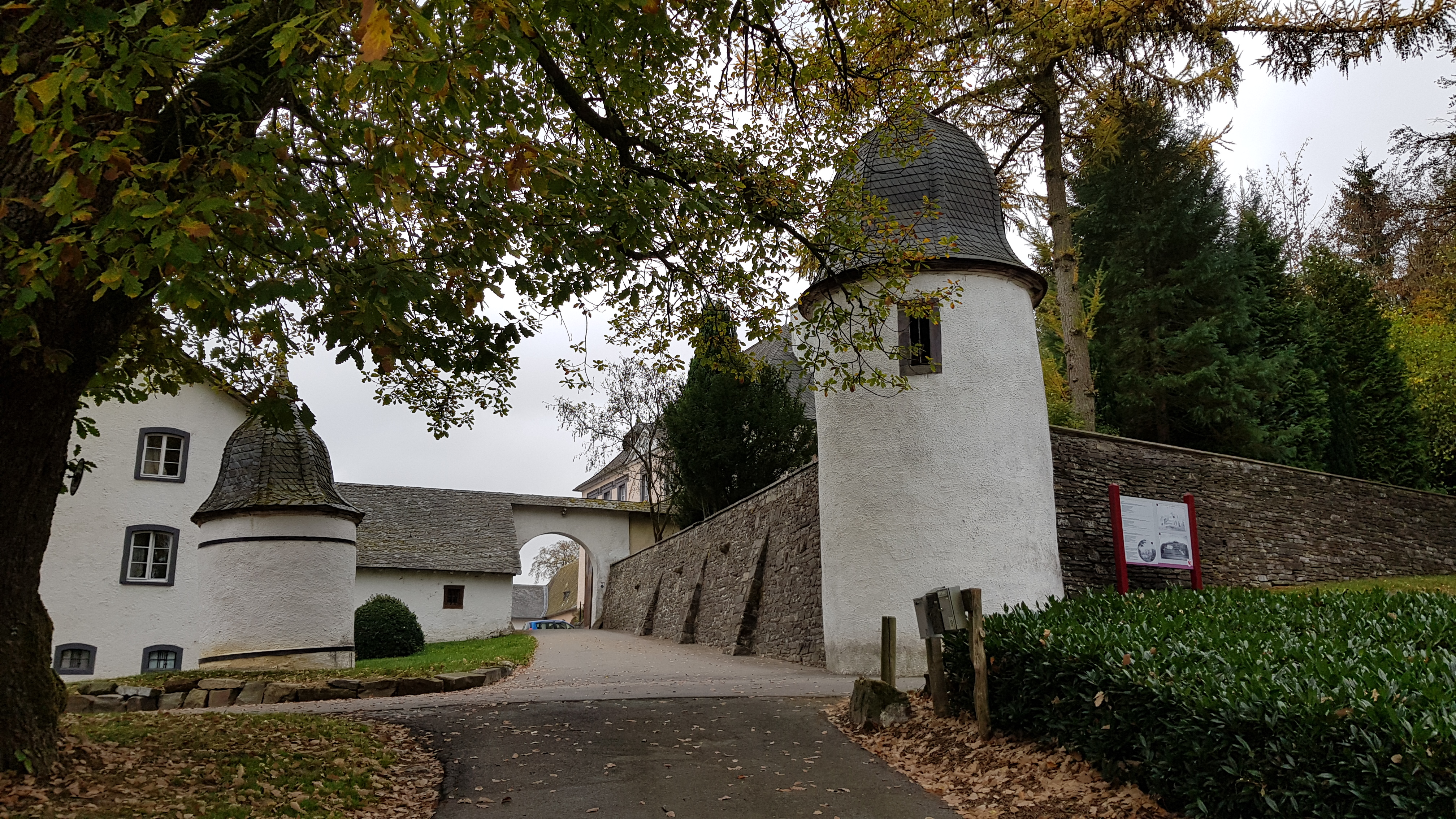
Château de Wallerode

- L'église est dédiée à saint Wendelin. Elle a été bâtie en moellons de grès schisteux en 1754. L'édifice possède une seule nef de trois travées et un chevet à trois pans. La tour du clocher serait de construction antérieure et daterait du XVIIe siècle[5]. La flèche du clocher est très élancée. Église Saint-Wendelin de Wallerode

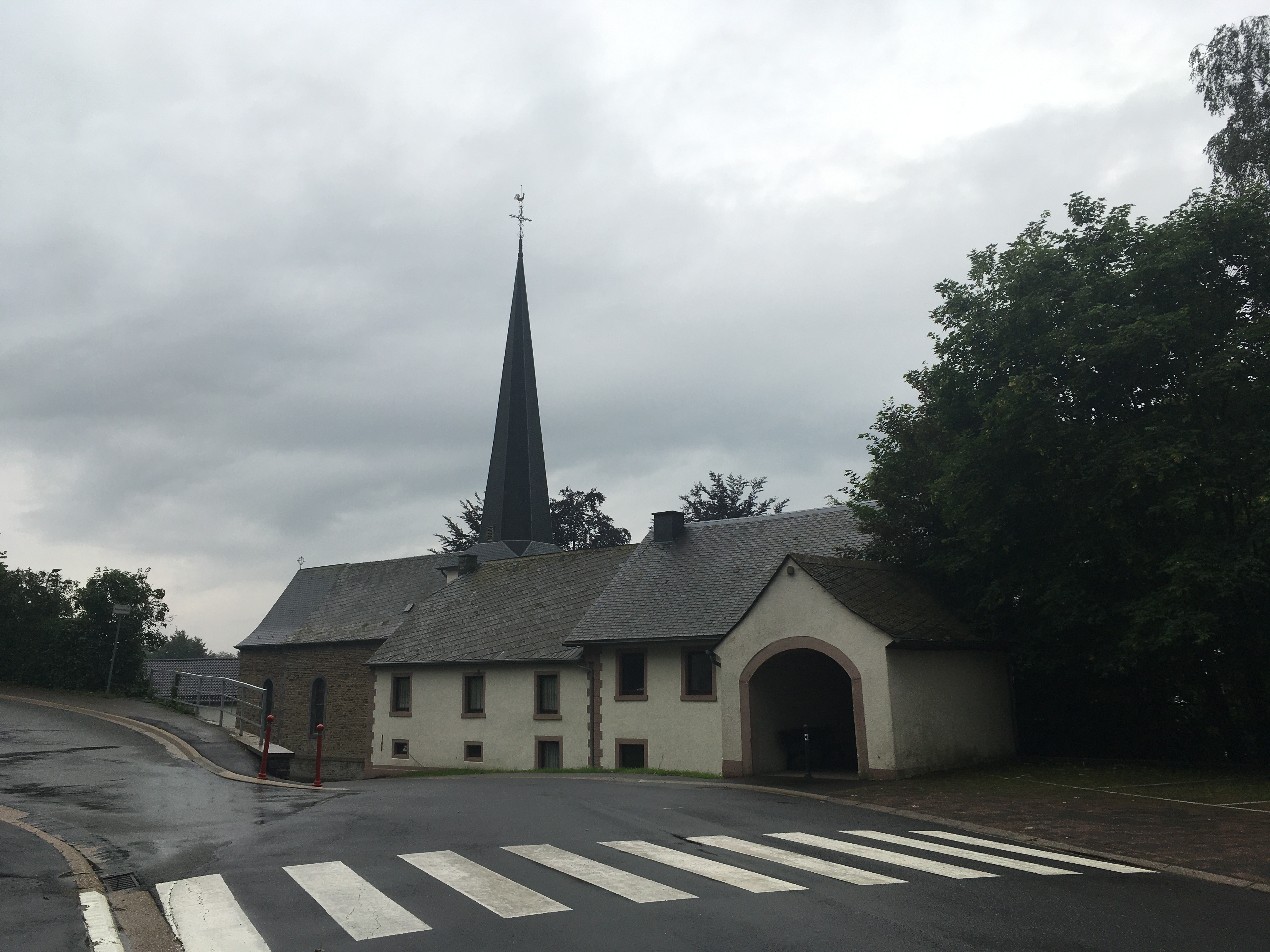
Église Saint-Wendelin de Wallerode

- Le château de Wallerode (Schloss Wallerode) est une bâtisse remarquable en carré construite au XVIIe siècle. Les armoiries de la famille de Baring[6] sont visibles au-dessus du portail d'entrée du château. En outre, il comporte deux tourelles rondes chaulées et recouvertes de toitures d'ardoises à huit pans. Le château est repris sur la liste du patrimoine immobilier classé de Saint-Vith depuis 1985[7].Château de Wallerode

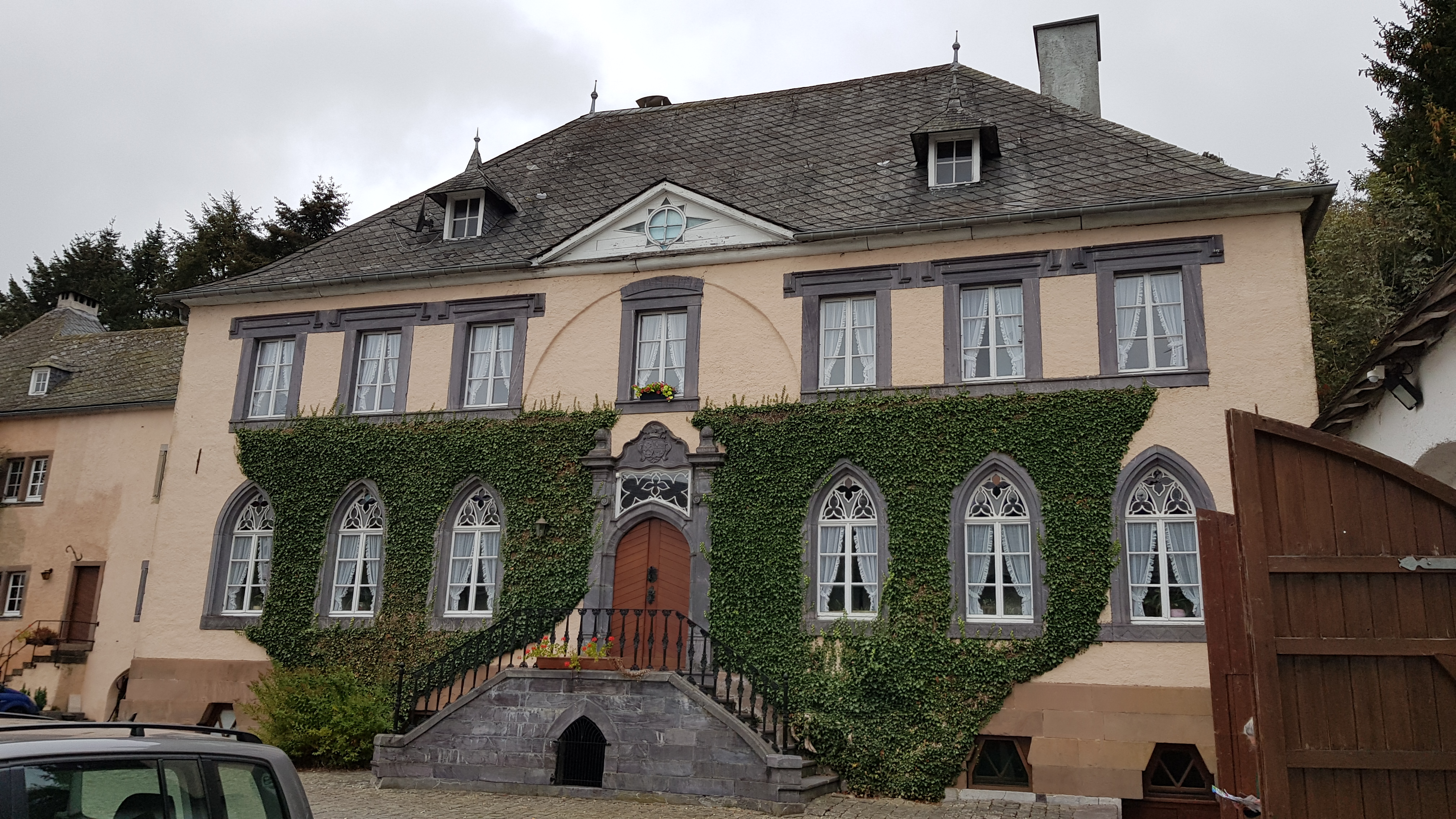
Château de Wallerode

### Personnalités liées à la commune
- Jean-Henri Baring de Wallerode, seigneur de Wallerode et de la cour d'Amblève (en partie), receveur de la seigneurie de Saint-Vith, qui obtient déclaration et confirmation d'ancienne chevalerie héréditaire par l'empereur Charles VI le 2 septembre 1717[4].

### Activités
- L'école communale se trouve au-dessus de l'église.
- Le Musikverein (association musicale) fondé en 1924. En 1974, il fut officiellement reconnu « association royale  ».
- Le Junggesellenverein, créé le 22 août 1919 sous l'impulsion de Paul Huppertz, très actif lors des fêtes religieuses et civiles.
- Le chœur de l'église, formé entre 1890 et 1900 sous la direction de Johann Theissen[8].